# W. G. Bridges
Willam Graydon Bridges (* 9. August 1897 in Unadilla, Dooly County, Georgia; † 5. August 1956 in Columbus) war ein US-amerikanischer Politiker und Apotheker.

## Leben
W. G. Bridges war ein Sohn von William Allen Bridges aus Dawson und Mary Elizabeth Bridges aus Unadilla in Georgia. Er hatte zwei Brüder und eine Schwester. 1917 erlangte er einen Abschluss an der Max Morris School of Pharmacy in Macon. Während des Ersten Weltkriegs leistete er zwei Jahre Kriegsdienst und wurde im Range eines Master Hospital Sergeant entlassen. 1921 kam er nach Columbus, Georgia. Dort führte er von 1922 bis 1945 eine Apotheke. Fünf Jahre lang war er Mitglied des Georgia State Board of Pharmacy.
Parallel dazu stieg Bridges ins Gas- und Ölgeschäft ein als Partner der Unternehmen Bridges and Crawley, Sinclair Agents und Bridges and Crawley Tire Co. Schließlich gab er die Apotheke auf und konzentrierte sich auf seine anderen Geschäfte. Später wurde er Eigentümer der Builders Services and Supply Company und Miscogee Lumber Company, Inc. 1934 heiratete er Lillian Lucile Tillery. Die Ehe blieb kinderlos.
Bridges gehörte von 1935 bis zu seinem Tod der Columbus City Commission an, in die er zehnmal wiedergewählt wurde. Als deren Mitglied bekleidete er im Jahr 1942/1943 das Amt des Bürgermeisters von Columbus. 1956 starb er nach langer Krankheit kurz vor seinem 59. Geburtstag im City Hospital in Columbus.